# Izabela Wasiak
Izabela Maria Wasiak z domu Przanowska (ur. 15 września 1927 w Warszawie, zm. 11 grudnia 1990 w Łodzi) – polska nauczycielka, polonistka, działaczka oświatowa, wydawca publikacji „drugiego obiegu”.

## Życiorys
Wywodziła się z Przanowskich – rodziny zasłużonej w dziejach Polski. Była córką Stefana Przanowskiego, inżyniera, przemysłowca, ministra aprowizacji i ministra przemysłu i handlu, bratanicą Władysława Przanowskiego – pedagoga, bratanicą Jana Przanowskiego – prawnika i posła, a wnuczką Edwarda Przanowskiego – inżyniera, uczestnika powstania styczniowego.
Przed II wojną światową i podczas okupacji hitlerowskiej (na tajnych kompletach) uczyła się w warszawskiej szkole im. Cecylii Plater-Zyberkówny.
Walczyła w powstaniu warszawskim w rejonie Śródmieście-Południe jako sanitariuszka, pseudonim Iza I. Już po wojnie napisała kilka opowiadań, anonimowo opublikowanych w piśmie drugiego obiegu „Oświata Niezależna”, a następnie pt: Cztery obrazki z powstańczej Warszawy w tygodniku „Verte” (dodatku do „Gazety Łódzkiej”).
Po II wojnie światowej ukończyła studia polonistyczne na Uniwersytecie Łódzkim, pod kierunkiem prof. Stanisława Adamczewskiego.
W latach 1946–1982 pracowała jako nauczycielka w łódzkich szkołach, ucząc języka polskiego i angielskiego, m.in. kierowała Miejską Szkołą Powszechną dla Dorosłych nr 5 w Łodzi, przy ul. Wierzbowej 37/39, po zdymisjonowaniu przez władze komunistyczne dotychczasowej kierowniczki – Alicji Napiórkowskiej), a następnie w Technikum Włókienniczym nr 2 i nr 3 w Łodzi.
Była autorką kilkudziesięciu opracowań dydaktycznych, opublikowanych w czasopismach: „Dydaktyka Literatury”, „Polonistyka”, „Oświata Dorosłych”, „Język Polski w Szkole Średniej”, „Języki Obce w Szkole”, „Przegląd Oświatowy”, „Edukacja i Dialog”. W swych pracach szczególną wagę poświęciła miejscu twórczości Norwida w polskiej szkole, prezentując m.in. szkolną recepcję dzieł poety oraz przykłady analizy i interpretacji jego utworów. Należała do Towarzystwa Literackiego im. Adama Mickiewicza, w 1986 wybrana delegatem na Jubileuszowy Zjazd Towarzystwa. W latach 1981–1990 brała udział w pracach Okręgowego Komitetu Olimpiady Literatury i Języka Polskiego w Łodzi.
Od października 1980 była członkiem NSZZ „Solidarność” – zorganizowała jedną z pierwszych w Polsce szkolnych komisji zakładowych Związku.
W okresie stanu wojennego m.in. kolportowała prasę i książki „drugiego obiegu”, przygotowywała projekcje video. Współpracowała z największym łódzkim wydawnictwem podziemnym „Solidarność Walcząca”, przekształconym w 1988 w Wydawnictwo Społeczne „Fakt”. W latach 1986–1989 przewodniczyła działalności tajnego Łódzkiego Zespołu Oświaty Niezależnej, który wydawał m.in. serie broszur dla uczniów: „Biblioteczka Lektur Szkolnych”, „Biblioteczka Wiedzy Historycznej” z utworami literackimi i historycznymi nieobecnymi w obiegu oficjalnym, pióra m.in. E. Brylla, J. Czapskiego, Cz. Miłosza, J. Brodskiego, M. Edelmana, J. Mackiewicza, E.V. d’Abernona, A. Schroedera.
W ramach Łódzkiego Zespołu Oświaty Niezależnej opracowała i wydała w „drugim obiegu” dwa wybory tekstów z komentarzami:
- Lektury naszych dziadków (Łódź 1987), prezentujący patriotyczne utwory literackie dla młodzieży z okresu dwudziestolecia międzywojennego;
- Lektury naszych rodziców (Łódź 1989) – zawierał teksty socrealistyczne z lat 50. XX w. (pod pseudonimem „Irena Wolska”[15]).

W latach 1986–1989 redagowała biuletyn „Oświata Niezależna” – pismo Łódzkiego Zespołu Oświaty Niezależnej, współpracowała z łódzką prasą „drugiego obiegu” („Solidarność Walcząca”, „Nike”, „Głos Solidarności”, „Legionista”). Od października 1988 tworzyła jawny, choć nielegalny, Komitet Organizacyjny Pracowników Oświaty i Wychowania „Solidarność” w Łodzi; działała w Krajowej Sekcji Oświaty i Wychowania NSZZ „Solidarność”. W kwietniu 1989 była członkiem założycielem Wojewódzkiego Komitetu Obywatelskiego „Solidarność” w Łodzi (kierowanego przez dra Marka Edelmana), przygotowującego w regionie łódzkim wybory parlamentarne 4 czerwca 1989 i pierwsze wybory samorządowe w maju 1990.
Prof. dr Alina Kowalczykowa wspominała: Poznałam p. Izabelę Wasiak dopiero w ostatnich latach jej życia, były to jakieś pospieszne spotkania, rozmowy, udział w organizowanym przez nią wieczorze literackim dla nauczycieli; pozostała i narasta po jej śmierci świadomość, że oto zetknęłam się z osobą wyjątkową [...] łączyła twarde dążenie do wyznaczonych sobie celów ze skromnością, ze zdecydowanym usuwaniem w cień własnej osoby. [...] Pasję własnych działań łączyła z cierpliwością [...] promieniowała z niej autentyczna duchowa kultura i urok spokoju osobistego Rzadkie to było – i jest – połączenie u ludzi zaangażowanych w działalność polityczną. Jakże szkoda, że tacy ludzie umierają.
Laureatka nagród i odznaczeń, m.in.: Nagroda Ministra Oświaty i Wychowania I i II stopnia, Krzyż Kawalerski Orderu Odrodzenia Polski, Medal Komisji Edukacji Narodowej, Złoty Krzyż Zasługi, Honorowa Odznaka Miasta Łodzi, Złota Odznaka ZNP.
Mąż – Jerzy Wasiak (1924–2012); absolwent Państwowego Instytutu Pedagogiki Specjalnej w Warszawie, wieloletni, zasłużony nauczyciel dzieci niesłyszących, dyrektor Zakładu dla Dzieci Głuchych w Łodzi. Mieli dwoje dzieci.
Pochowana na cmentarzu w Łodzi-Łagiewnikach.